# E. Guigal

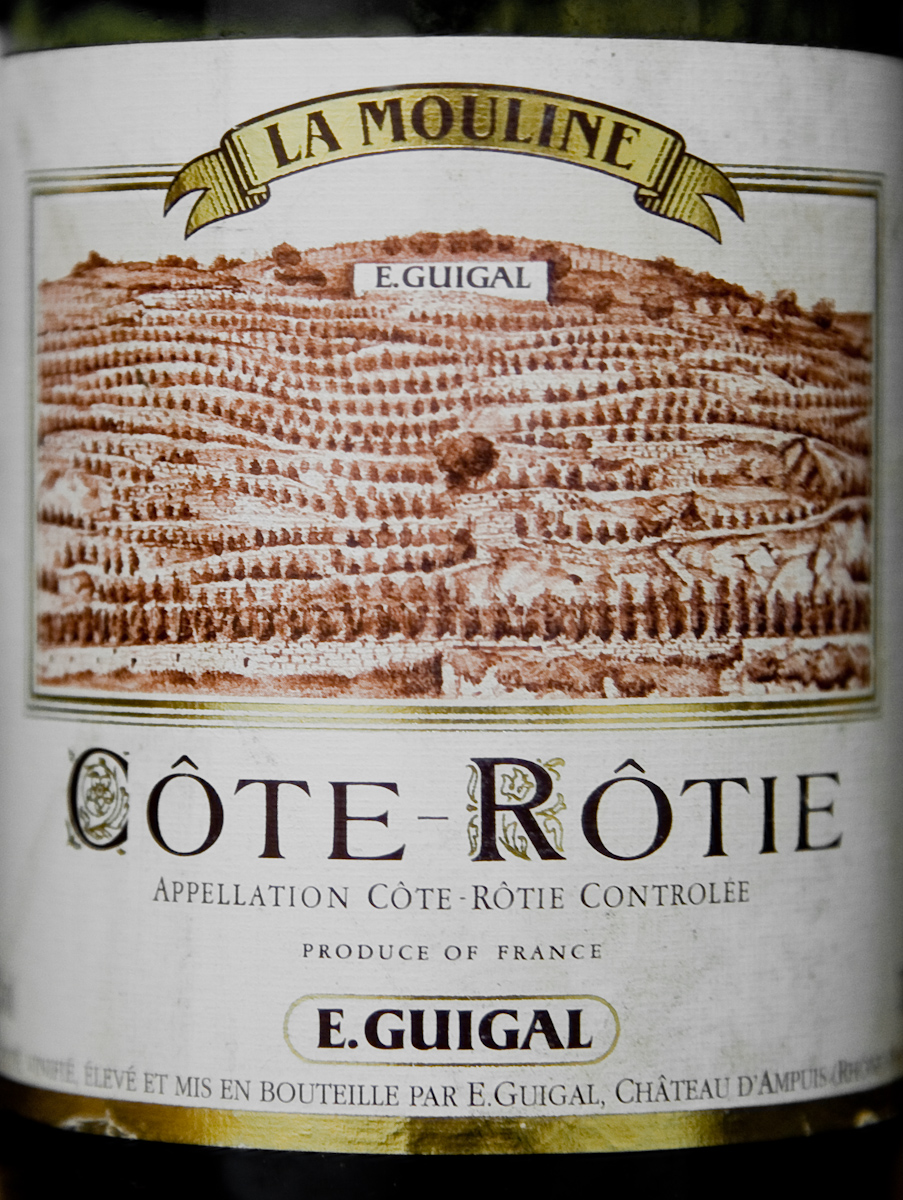
Weinflaschen-Etikett eines Weines von E. Guigal

E. Guigal ist ein französisches Weingut, das im Château d’Ampuis in der Côte-Rôtie ansässig ist. Im Großen Johnson wurde das Weingut mit vier Sternen bewertet, E. Guigal sei im Besitz „einiger der allerbesten Côtes-du-Rhône-Lagen“.

## Geschichte
Etienne Guigal (1908–1988) kam 1923 im Alter von 14 Jahren in die Region, arbeitete bei Vidal Fleury. Er war der Verdingung ausgesetzt, und ging nie auf eine Schule. Trotzdem lernte er schreiben und rechnen. 1946 gründete er den Weinbaubetrieb E. Guigal. 
1961 erblindete Etienne Guigal vorübergehend, woraufhin sein 17-jähriger Sohn Marcel Guigal (* 1943) spontan und ohne Abitur das Kleinunternehmen übernehmen musste, das damals etwa 13.000 Flaschen produzierte. Marcel Guigal selbst erhielt nie eine Fachausbildung und brachte als Autodidakt dem Unternehmen Erfolg und vergrößerte es. Vom Harvard Business School Club de France erhielt Marcel Guigal 2015 wegen seines Erfolgs, den er ohne höhere Schulbildung erreichte, die Auszeichnung Victoires des Autodidactes.
1985 übernahm die Firma die Unternehmen Vidal-Fleury und De Vallouit. 1995 kaufte E. Guigal das Schloss in Ampuis. Heute erstreckt sich das Weingut  über vier Lagen Hermitage, Condrieu, Côte-Rôtie und Saint-Joseph und besitzt seit etwa 20 Jahren weitere Lagen in Châteauneuf-du-Pape, mit einer Produktionsmenge von fast 8 Mio. Flaschen jährlich. Dazu gehören auch die sehr seltenen Côte-Rotie-Weine La Turque. Wegen der langen Fassreife von mindestens drei Jahren benötigt das Unternehmen eine teils temperaturgeregelte, teils unterirdische Lagerfläche von 30.000 m², um unter anderem seine 2000 Eichenfässer lagern zu können.